# Игорный стол

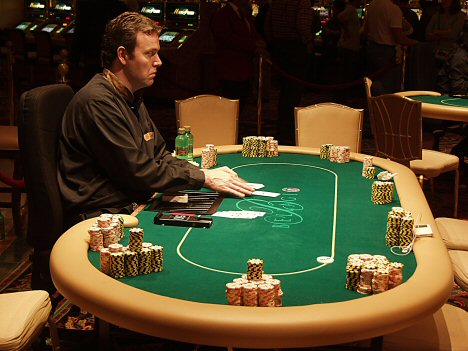
Стол для игры в покер.

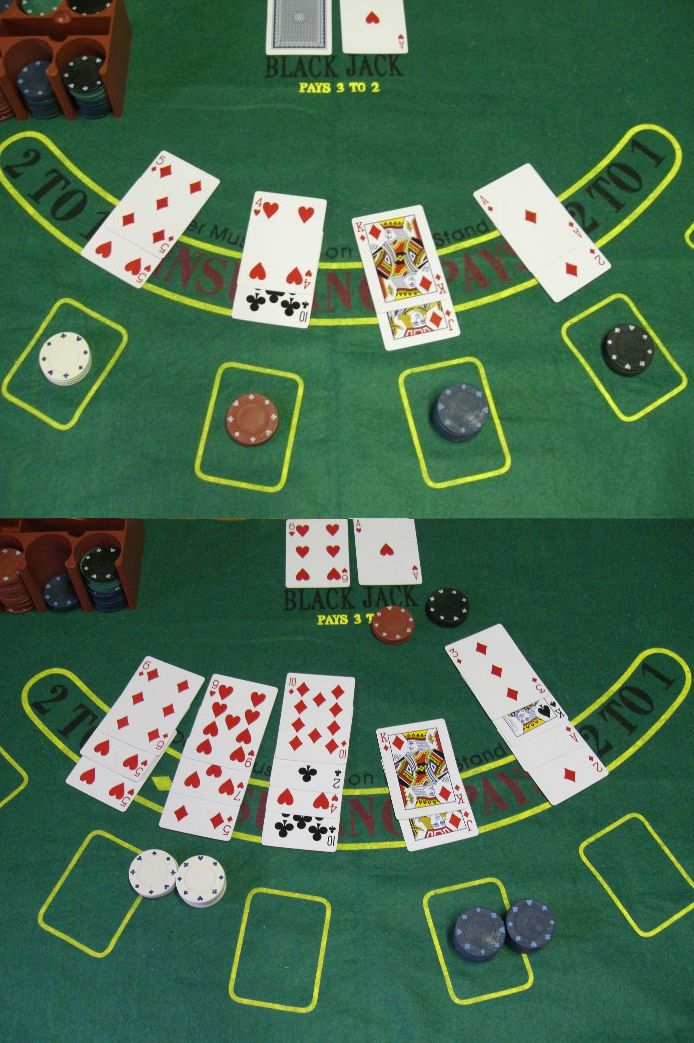
Стол для игры в блэкджек.

Иго́рный стол, игрово́й стол — специально оборудованный стол с одним или несколькими полями, предназначенный для проведения азартных игр. Игровое поле оборудовано в соответствии с правилами азартной игры.
Игорные столы обычно обтянуты сукном зелёного цвета. Одно из важных требований к столу — он не должен быть слишком ворсистым, чтобы не мешать скольжению карт, шаров и фишек. Первый специальный стол с вогнутым краем и обитый сукном был сделан для игры ломбер. Впоследствии ломберным столом стали называть любой карточный стол, обтянутый сукном. Форма, размеры, материалы, из которых изготавливаются столы, зависят от вида игры. Так, для покера, блэкджека, баккары, рулетки и т. д. существуют свои специальные игорные столы.

### История
Прародителем всех современных игровых столов является специальный ломберный столик, предназначенный для одноимённой игры в карты. Он появился в Испании в XIV веке и, как правило, был складным. Его роль сводилась больше не к тому, чтобы выполнять роль игровой поверхности, в основном на нём отмечали мелом информацию о ставках.
Впервые в документах игорные столы возникают в описи имущества Тюдоров. В те времена их исполнял на заказ из дорогих пород дерева. Застилали бархатом или различными коврами. Дерево обязательно украшали резьбой. Использовались подобные аксессуары в различных целях. Английская королева Анна обладала специальным столиком «для чая, карт и письма».
В дальнейшем, после распространения игры ломбер, столы начали принимать причудливую форму, оснащаться специальными выступами, объемными формами, выемками для карт и фишек и т. д.